# Spyro: A Hero's Tail
Spyro: A Hero's Tail is het negende en één- na-laatste videospel, maar het vijfde en laatste console videospel van de Spyro the Dragon-reeks en werd ontwikkeld door Eurocom. Het was het eerste Spyro-spel voor de Xbox, maar niet het eerste voor de GameCube en de PlayStation 2.
Het spel begint als Red, een lid van de Dragon Elders, de rust verstoort. Spyro de draak probeert hem te verslaan samen met zijn vrienden Sparx, Hunter, Sgt. Byrd en Blink, waarmee men ook kan spelen in de minigames.
Om het Spyro moeilijk te maken zet Red agressieve bewakers in, die in ieder "land" te vinden zijn.
Ieder land heeft bovendien een soort eindbaas. Wanneer de speler van het videospel deze verslagen heeft, is een nieuw land uitgespeeld. Ook krijgt de speler bij elke verslagen eindbaas een nieuwe aanvalsstijl (Vuur (standaard) - Elektriciteit - Water - IJs).

## Engelse stemmen
- Spyro: Jess Harnell
- Sparx: Andre Sogliuzzo
- Jager (Hunter): Jess Harnell
- Sergeant Byrd: Michael J. Gough
- Blinky (Blink): Tara Strong
- Ember: Tara Strong
- Vlammetje (Flame): Tara Strong
- Professor: Michael J. Gough
- Bentley: Fred Tatasciore
- Oudste Tomas: Jess Harnell
- Oudste Titan: Jess Harnell
- Oudste Magnus: Jess Harnell
- Oudste Astor: Jess Harnell
- Otto: Phil Crowley
- Juffie: Susanne Blakeslee
- Lelie: Anndi McAfee
- IJsprinses: Anndi McAfee
- Gemene Gnork (Gnasty Gnorc): Michael J. Gough
- Ineptune: Susanne Blakeslee
- Red: Jess Harnell

## Nederlandse stemmen
- Spyro: Fred Meijer
- Sparx: Beatrijs Sluijter
- Jager (Hunter): Jan Elbertse
- Sergeant Byrd: Stan Limburg
- Blinky (Blink): Marlies Somers
- Ember: Marlies Somers
- Vlammetje (Flame): Donna Vrijhof
- Professor: Just Meijer
- Bentley: Hans Hoekman
- Oudste Tomas: Hans Hoekman
- Oudste Titan: Just Meijer
- Oudste Magnus: Stan Limburg
- Oudste Astor: Fred Meijer
- Otto: Jan Elbertse
- Juffie: Donna Vrijhof
- Lelie: Donna Vrijhof
- Cleo: Marlies Somers
- Patty: Donna Vrijhof
- IJsprinses: Beatrijs Sluijter
- Aqua: Marlies Somers
- Gemene Gnork (Gnasty Gnorc): Hans Hoekman
- Ineptune: Donna Vrijhof
- Red: Fred Meijer